# Мудриголови
Мудриголо́ви — село в Україні, у Городоцькій міській територіальній громаді Хмельницького району Хмельницької області.

## Історія
7 (20) листопада 1917 року, відповідно до Третього Універсалу Української Центральної Ради, увійшло до складу Української Народної Республіки.
12 червня 2020 року, відповідно до розпорядження Кабінету Міністрів України № 727-р «Про визначення адміністративних центрів та затвердження територій територіальних громад Хмельницької області», увійшло до складу Городоцької міської громади.
19 липня 2020 року, в результаті адміністративно-територіальної реформи та ліквідації Городоцького району, увійшло до складу новоутвореного Хмельницького району.

## Символіка
Герб і прапор затверджені 9 жовтня 2017р. рішенням №2/18/2017 XVIII сесії сільської ради VII скликання. Автор - П.Б.Войталюк.
Щит перетятий чорною хвилястою нитяною балкою. В першому зеленому полі золоте сонце з шістнадцятьма променями, у другому лазуровому срібна риба в балку. Щит вписаний у декоративний картуш і увінчаний золотою сільською короною. Унизу картуша напис "МУДРИГОЛОВИ".
Хвиляста чорна балка - знак підпорядкування Чорниводам. Сонце - символ Поділля. Риба - символ багатих водних ресурсів.
В селі народився Котлінський Олександр Петрович - к.е.н., професор, заступник міністра культури (1999-2000).

## Населення
Населення, станом на 01.01.2017 року, становить 492 особи.

### Мова
Розподіл населення за рідною мовою за даними перепису 2001 року:
| Мова       | Кількість | Відсоток |
| ---------- | --------- | -------- |
| українська | 663       | 99.10%   |
| російська  | 5         | 0.75%    |
| польська   | 1         | 0.15%    |
| Усього     | 669       | 100%     |

## Галерея

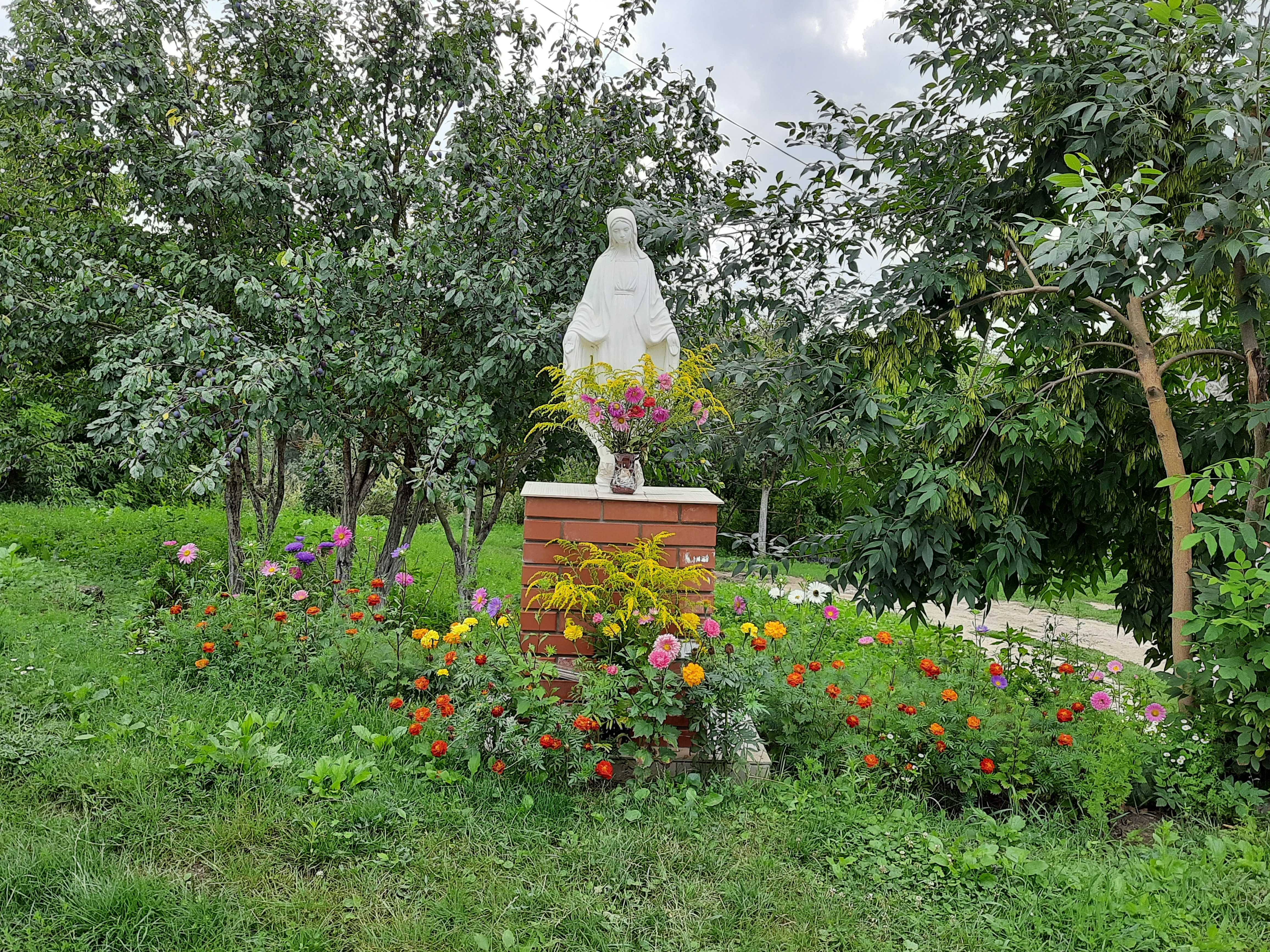
Статуя Божої Матері
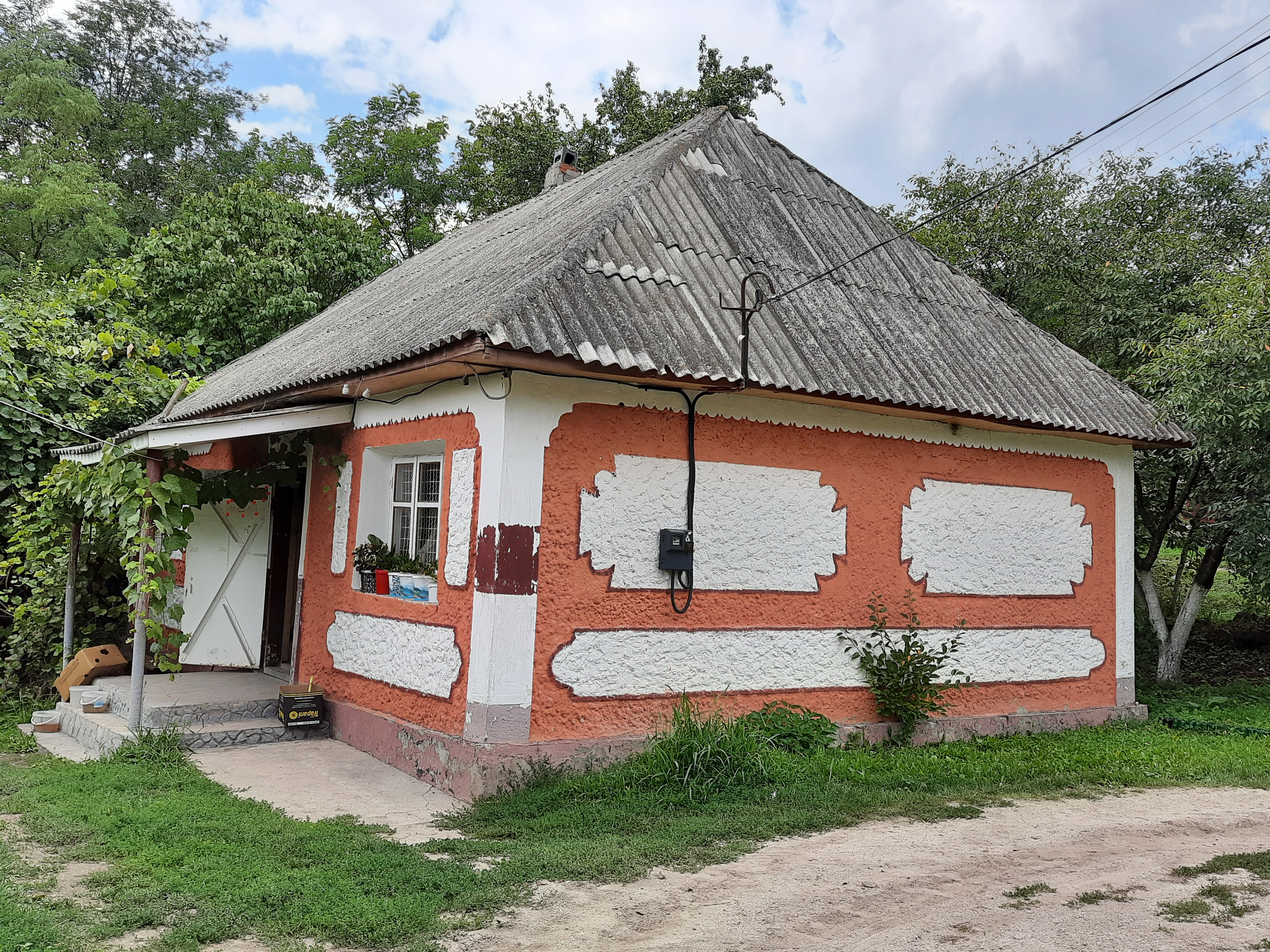
Крамниця
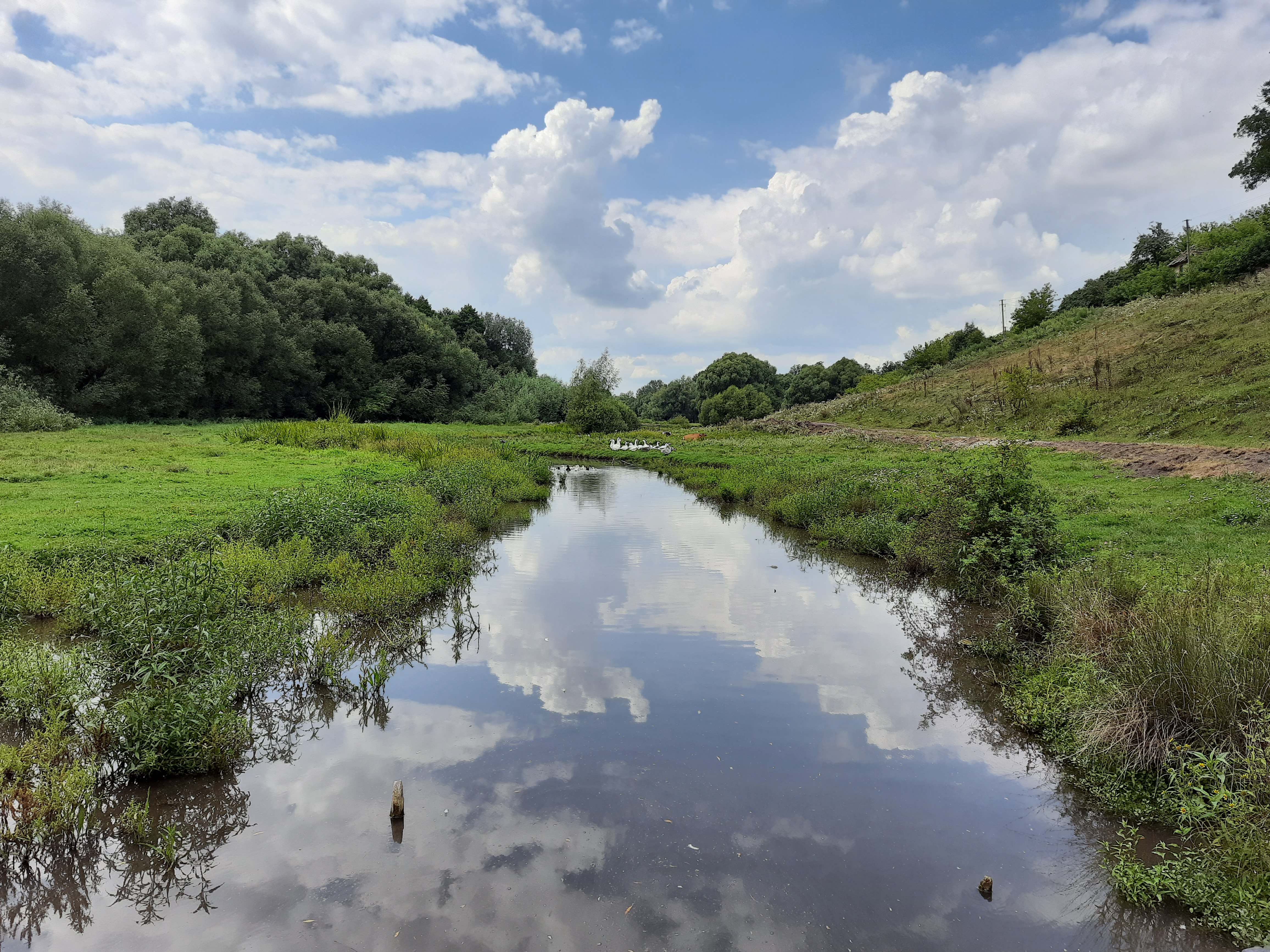
Річка Чорнивідка біля села
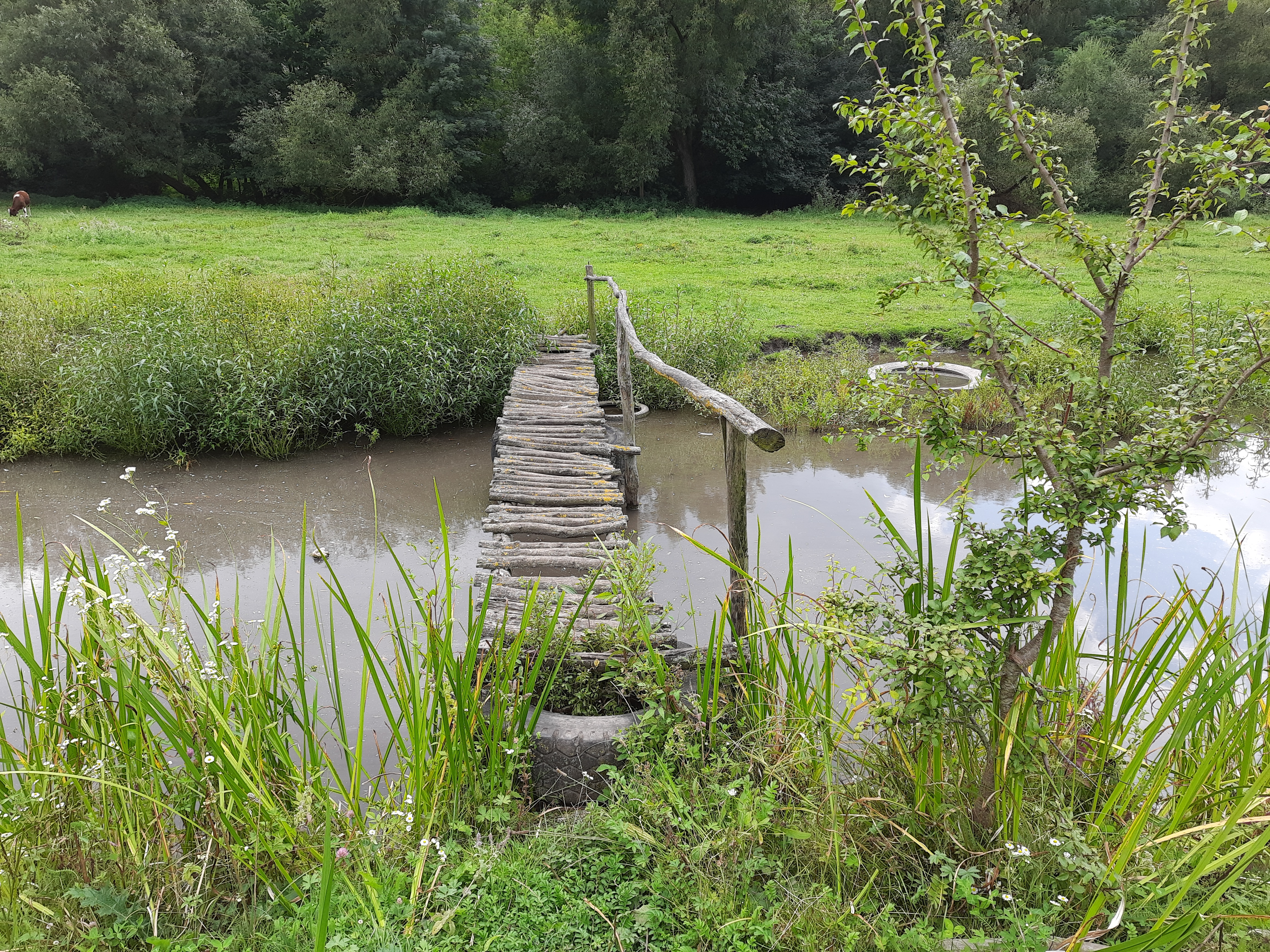
Кладка через річку
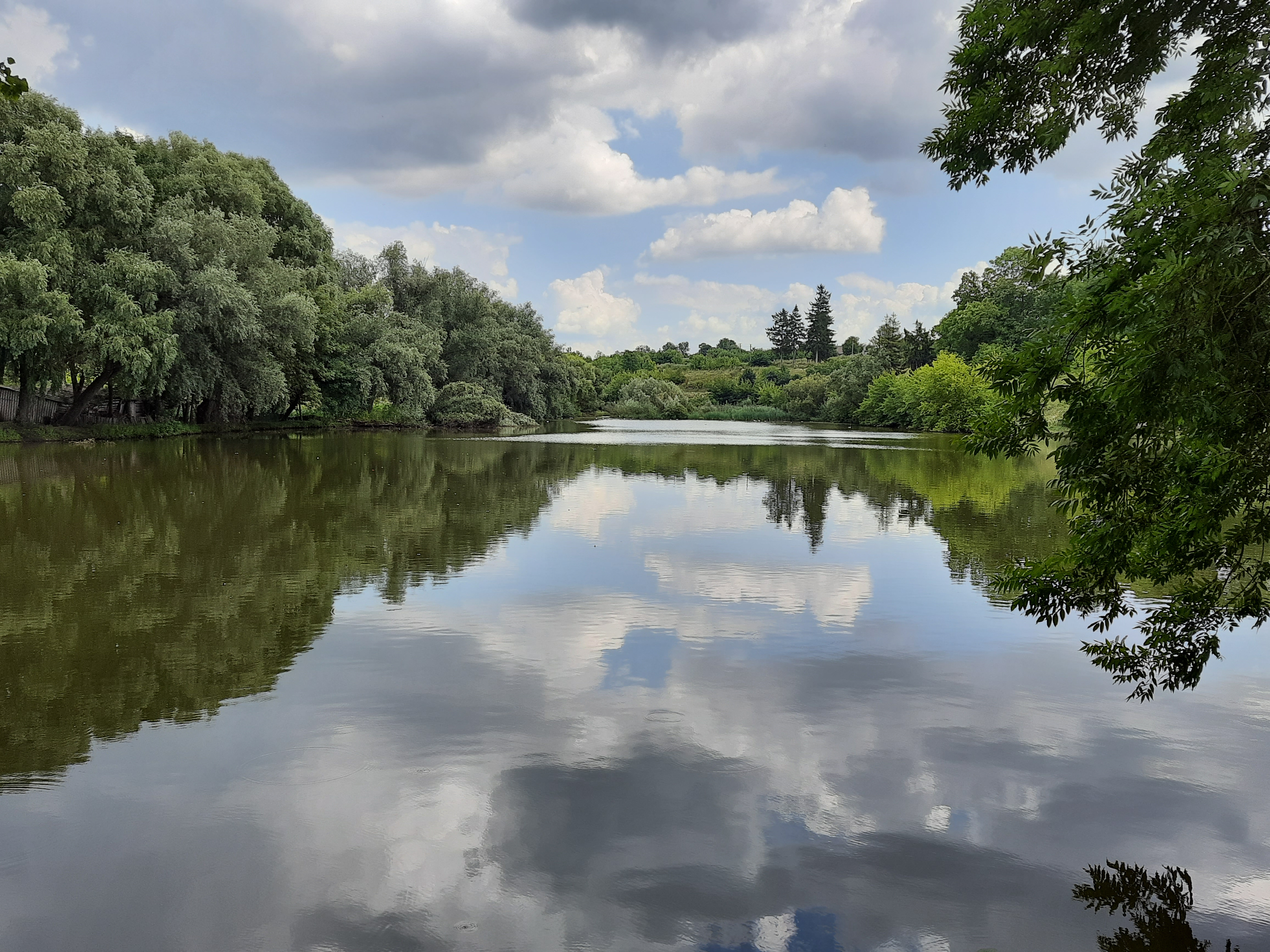
Став біля села

## Відомі люди
- Олег Юрійович Агоста (1987-2025)  - військовослужбовець Збройних сил України, учасник російсько-української війни.